# Péninsule Blomidon
La péninsule Blomidon est une presqu'île de la Nouvelle-Écosse (Canada) séparant la baie de Fundy du bassin des Mines. La péninsule est l'extrémité orientale de la montagne du Nord. Ses extrémités sont les caps Split et Blomidon.

## Géologie
La péninsule est composée de tholéiite, un type de basalte. Au cours du Trias et du Jurassique, un vaste système de failles s'est mis en activité résultant du rift de l'ouverture de l'océan Atlantique. Ce système a ouvert la baie de Fundy et les failles ont laissé échappé de grandes quantités de lave. L'épaisseur maximale y est de 400 m sur le continent, mais peut atteindre 1 000 m au fond de la baie.